# Lafoensia
Lafoensia é um género botânico pertencente à família Lythraceae.

## Espécies
- Lafoensia acuminata
- Lafoensia densiflora Pohl
- Lafoensia emarginata Koehne
- Lafoensia glyptocarpa Koehne
- Lafoensia nummularifolia A. St.-Hil.
- Lafoensia pacari A. St.-Hil.
- Lafoensia punicifolia DC.
- Lafoensia replicata Pohl
- Lafoensia vandelliana Cham. & Schltdl.

1. ↑  «Lafoensia — World Flora Online». www.worldfloraonline.org. Consultado em 19 de agosto de 2020